# Missioni analoghe
Le missioni analoghe sono quelle missioni svolte sulla Terra che simulano i vari aspetti di un viaggio spaziale. Queste missioni vengono svolte in ambienti differenti tra loro e hanno lo scopo di individuare le problematiche del viaggio spaziale di lunga durata e le possibili contromisure. Alcuni degli aspetti di un viaggio spaziale di lunga durata sono l'isolamento e confinamento, l'ambiente ostile all'uomo, l'impossibilità di ricevere rifornimenti, le diverse capacità decisionali permesse all'equipaggio, la presenza di una grande quantità di radiazioni e l'assenza di gravità nel lungo periodo.

## Missioni analoghe
- Crew Health and Performance Exploration Analog (CHAPEA)
- Concordia
- Desert Research and Technology Studies (D-RATS)
- :envihab
- Cooperative Adventure for Valuing and Exercising human behaviour and performance Skills (ESA CAVES)
- Human Exploration Research Analog (HERA)
- Human Exploration Spacecraft Test-bed for Integration & Advancement (HESTIA)
- Hawai'i Space Exploration Analog and Simulation (HI-SEAS)
- Mars-500
- NASA Extreme Environment Mission Operations (NASA NEEMO)
- Scientific International Research In a Unique terrestrial Station (SIRIUS)